# Antonio Castro Villacañas
Antonio Castro Villacañas (Alcalá de Henares, 12 de marzo de 1925-Madrid, 10 de mayo de 2016) fue un periodista, abogado, profesor y político español.

## Biografía
Nacido en Alcalá de Henares el 12 de marzo de 1925, realizó estudios universitarios de derecho, posteriormente ampliados en París y en la Universidad de Sorbona. Colaborador de la revista falangista Haz, durante su juventud militó en el Sindicato Español Universitario (SEU); en 1952 llegó a ser organizador de la II Asamblea nacional de graduados del SEU. También fue asesor político de las Falanges universitarias.
De ideología «azul», en su juventud perteneció a los Círculos Doctrinales «José Antonio». Centrado en la actividad periodística, colaboró con publicaciones como La Hora, Juventud, diario SP, Arriba o Pueblo.
También colaboró con la revista cinematográfica Positivo/Negativo, de cuyo consejo de redacción formó parte.
Miembro del Consejo Nacional del Movimiento, también fue procurador en las Cortes franquistas en representación del Sindicato Nacional de Prensa y miembro de la Comisión Permanente del Congreso Sindical. Colaborador de José Utrera Molina —ministro secretario general del Movimiento—, este le nombró delegado nacional de Prensa y Radio. Sin embargo, debido el incidente del «Gironazo», fue cesado de su cargo el 13 de febrero de 1975.
Fue padre de Javier Castro-Villacañas.